# 罗镜河
罗镜河，位于中国广东省西南部，是罗定江左岸支流，发源于信宜市东部的银岩顶，向北流经信宜市平塘镇和罗定市罗镜镇，于罗镜镇官渡头村以东汇入罗定江。干流河长41千米，平均比降6.9‰，流域面积354平方千米。